# پاتریزیو اولیوا
پاتریزیو اولیوا (ایتالیایی: Patrizio Oliva؛ زادهٔ ۲۸ ژانویهٔ ۱۹۵۹) بوکسور اهل ایتالیا است.
وی همچنین برندهٔ جوایزی همچون نشان شایستگی از جمهوری ایتالیا شده‌است.